# Canthigaster epilampra
Canthigaster epilampra és una espècie de peix de la família dels tetraodòntids i de l'ordre dels tetraodontiformes.

## Morfologia
- Els mascles poden assolir 12 cm de longitud total.[4][5]

## Alimentació
Menja mol·luscs, equinoderms, braquiòpodes i algues.

## Hàbitat
És un peix marí, de clima tropical i associat als esculls de corall que viu entre 6-60 m de fondària.

## Distribució geogràfica
Es troba des de l'illa Christmas (est de l'oceà Índic) fins a les Hawaii, les illes de la Societat, les illes Ryukyu, Tonga i Rarotonga.

## Observacions
És inofensiu per als humans.